# Poromya elongata
Poromya elongata är en musselart som beskrevs av Dall 1886. Poromya elongata ingår i släktet Poromya och familjen Poromyidae. Inga underarter finns listade i Catalogue of Life.